# 씬님
씬님(본명: 박수혜, 1990년 10월 21일 ~ )은 메이크업, 화장품 리뷰 등을 주요 콘텐츠로 활동하는 DIA TV 소속의 대한민국 유튜버이다. 네이버 블로그에서 화장품 리뷰, 화장법 등을 소개하며 뷰티 블로거로 활동을 시작했고, 2013년부터 유튜브를 통해 영상을 업로드하며 현재까지 뷰티 크리에이터 활동을 이어오고 있다. 영화, 애니메이션 등의 캐릭터나 유명인을 화장을 재현하는 커버 메이크업이나 화장품 리뷰와 리뷰하는 제품을 활용하는 메이크업 영상 등을 주로 업로드하고 있으며, 특정 상황에 추천하는 메이크업 스타일이나 브이로그 형식으로 일상을 소개하는 영상도 업로드하고 있다.
최근에는 유튜브를 벗어나 방송 활동 등 대외 활동도 활발히 진행하고 있으며, 유튜브 채널에는 고정된 영상 업로드 스케줄 없이 보통 한 주에 한 개 정도의 영상이 업로드 된다. 2019년 5월 현재 유튜브 채널 씬님의 구독자 수는 162만 명으로 한국 유튜브 채널 중 114위에 올라있다. 뷰티 크리에이터 중에서는 포니, 이사배에 이어 3번째로 구독자 수가 많다.

## 방송활동
- 2018년 JTBC 《랜선라이프》
- 2019년 Mnet 《PRODUCE X 101》
- 2019년 Mnet 《퀸덤》
- 2020년 Olive 《뭐든지 베스트 셀러》